# Steppengrille
Die Steppengrille (Gryllus assimilis) ist eine Langfühlerschrecke aus der Familie der Echten Grillen (Gryllidae).
In der Terraristik werden unter diesem Namen gehandelte Futterinsekten häufig als Lebendfutter eingesetzt. Tatsächlich gehören diese allerdings oftmals einer anderen, erst 2012 neu beschriebenen Art an, von der bis heute kein natürliches Vorkommen bekannt ist. Zudem ist die Steppengrille EU-weit für Futtermittel in der Aquakultur zugelassen.

## Merkmale

A – singendes Männchen, B – Weibchen, C – frisch geschlüpfte Jungtiere, D/E – Weibchen bei der Eiablage

Die Steppengrille ähnelt dem Heimchen (Acheta domesticus), ist aber deutlich größer. Die Weibchen werden bis 35 mm groß, Männchen darunter. Die Grundfärbung ist oft gelblich-braun, nur das Abdomen und die Kopfvorderseite sind schwarz; tatsächlich können aber unterschiedliche Individuen alle Farbvarianten von rötlich bis ganz schwarz aufweisen. Der Kopf ist immer schmaler als das Pronotum. Die Häutungsnaht auf der Kopfvorderseite ist ausgeprägt umgekehrt Y-förmig, die Region um die Augen ist hell gelblich-braun. Das Pronotum ist dicht behaart, weshalb das Tier nicht glänzt, die Behaarung ist aber individuell variabel. Die Art ist langflügelig (macropter) und flugfähig, die Flügel sind bei adulten Tieren beider Geschlechter gleich lang. Selten kommt es vor, dass Tiere die Hinterflügel mechanisch abscheren. Der Stridulationsapparat der Männchen weist 94 bis 125 Zähnchen auf.

## Vorkommen
Das natürliche Verbreitungsgebiet der Steppengrille umfasst die Westindischen Inseln sowie Teile Mexikos und ein kleines Gebiet im nördlich angrenzenden Texas.  Typuslokalität ist Jamaika, wo drei Grillenarten leben. In Südflorida tritt die Art erst seit der Mitte des 20. Jahrhunderts auf. Die Art kommt vorwiegend in offenem Gelände wie Wiesen, Feldern und an Straßenrändern vor und pflanzt sich ganzjährig fort.

## Lautäußerung
Der Ruf der Steppengrille besteht aus einem kurzen Zirpen, das etwa im Sekundenabstand wiederholt wird. Jedes Zirpen besteht aus sieben oder mehr Impulsen, die in hoher Frequenz (~ 90/s) aufeinanderfolgen und so einen fast kontinuierlichen Lauteindruck ergeben. Die Frequenz der Impulse liegt bei etwa 4 kHz.

## Systematik
Behn und Hebbard synonymisierten im Jahr 1915 alle bis dahin beschriebenen amerikanischen Grillenarten unter dem lateinischen Namen Gryllus assimilis. Diese weitgefasste Sammelart wurde erst 1957 wieder aufgelöst. Durch Analyse insbesondere der männlichen Paarungsgesänge, in Verbindung mit DNA-Analysen, sind inzwischen eine ganze Reihe neuer Arten beschrieben worden, die von Gryllus assimilis s. str. morphologisch nur schwer unterscheidbar sind. Die Art in der modernen Abgrenzung beruht auf der Revision von Weissman et al. 2009.

## Nutzung als Futterinsekt
Kommerzielle Grillenzucht, vor allem als Futterinsekten für die Terraristik, ist in vielen Ländern heute ein bedeutsamer Wirtschaftszweig. Allein in den USA werden mehr als 50 Millionen Grillen pro Woche versandt. Seit die beliebteste Art, das Heimchen (Acheta domesticus) durch eine Virusepidemie stark dezimiert wurde, wodurch etliche Züchter in Konkurs gingen, werden verstärkt Gryllus-Arten gehandelt. Kommerziell bedeutsam sind, neben der europäischen Gryllus bimaculatus, die ostasiatische Gryllodes sigillatus und Tiere, die unter dem Handelsnamen "Gryllus bimaculatus" verkauft werden. Nach einer neueren Untersuchung erwies sich aber, dass es sich dabei nicht immer, und bei keiner der untersuchten europäischen Zuchten, tatsächlich um diese Art handelt. Die neu erkannte und beschriebene, sehr ähnliche Zuchtart wurde Gryllus locorojo (Weissman and Gray, 2012) genannt. Aufgrund der DNA-Sequenz und des Gesangs, der ähnlich Gryllus argentinus ist, wird über eine südamerikanische Herkunft spekuliert. Die Tiere werden in Europa schon seit Jahrzehnten gezüchtet und sind offenbar erst vor kurzer Zeit von dort in die USA exportiert worden. Beide Arten werden vom Virus des Heimchens (Acheta domesticus Densovirus, AdDNV) infiziert, das aber bei ihnen weniger letal ist.